# 高須司登
高須 司登（たかす しとみ、1932年（昭和7年）4月25日 - 2019年（令和元年）8月1日）は、日本の実業家。位階は従三位。元中国電力代表取締役社長、元中国経済連合会会長。

## 人物
岡山市生まれ。
1956年（昭和31年）一橋大学法学部卒業、同年中国電力株式会社入社。
1989年（平成元年）中国電力株式会社取締役総合企画室第一企画室長、1991年（平成3年）中国電力株式会社常務取締役、1993年（平成5年）中国電力株式会社取締役副社長、1995年（平成7年）中国電力株式会社代表取締役社長、2001年（平成13年）中国電力株式会社取締役会長、同年中国経済連合会会長、2005年（平成17年）株式会社もみじホールディングス監査役兼任。2006年（平成18年）中国電力株式会社会長を退任し、相談役に就任。
この他財団法人省エネルギーセンター中国支部長、財団法人中国技術振興センター理事長、社団法人日本大ダム会議理事等も歴任した。
2019年（令和元年）8月1日、死去。87歳没。死没日をもって従三位叙位、旭日大綬章追贈。

## 著作
- 「中国経済連合会会長(中国電力会長)高須司登氏に聞く 日本の景気回復は本物である」（日隈健壬と共著）ビジネス界. 24(7) (通号 251) [2004.7]
- 「特集 新春対談 未来へのチャレンジ--産学官連携を語る」（牟田泰三、田辺孝二と共著）METI Chugoku. (723) [2002.1]
- 「この人に聞く 真剣に議論すべきエネルギー政策における原子力の在り方--中国電力会長 高須司登氏」原子力eye. 47(11) (通号 560) [2001.11]
- 「インタビュー 中国地方は一つ、ポテンシャルのある五県の連帯は不可欠です--中国経済連合会会長 高須司登」広島ビジネス界. 21(9) (通号 218) [2001.9]
- 「トップ対談 中国電力は堅実に増配もし夢も売ります」（酒井節雄と共著）エネルギーフォーラム. 46 (通号 547) [2000.07]
- 「トップ対談 新時代に挑戦する基盤を確立--島根・上関両地点の推進に全力」（酒井節雄と共著）エネルギーフォーラム. 45 (通号 535) [1999.07]
- 「エネルギーインタビュー 効率化と安定供給をどう両立させるか--中国電力社長 高須司登氏」エネルギー. 31(7) [1998.07]